# Südring (Chemnitz)
| Südring in Chemnitz, kurz vor der Kreuzung Carl-von-Ossietzky-Straße |                                                |
| Basisdaten                                                           |                                                |
| Gesamtlänge:                                                         | 10,3 km                                        |
| Straßenkategorie:                                                    | B II                                           |
| Fahrbahnbreite:                                                      | 6,50 m                                         |
| Anzahl der Fahrbahnen:                                               | 2                                              |
| Fahrstreifen je Fahrbahn:                                            | 2                                              |
| Fahrbahntrennung:                                                    | begrünter Mittelstreifen, teilw. Schutzplanken |
| Entwurfsgeschwindigkeit:                                             | 70 km/h                                        |
| Karte                                                                |                                                |
| Verlauf und Planungen für den Weiterbau des Südrings                 |                                                |

Der Südring bzw. Südverbund in Chemnitz ist eine anbaufreie, vierspurige, innerstädtische Straße mit maßgeblicher Verbindungsfunktion. Dimensioniert wurde er für eine erwartete Verkehrsbelastung von 30.000 bis 35.000 Fahrzeugen pro Tag.

## Verlauf
Der Südring in Richtung Adelsberg beginnt derzeit an der Neefestraße (B 173), die ihn mit der Autobahn 72 verbindet. Im weiteren Verlauf kreuzt er die Stollberger Straße, Helbersdorfer und Wladimir-Sagorski-Straße, die Einmündung der Markersdorfer Straße, überquert den Fluss Chemnitz und die Annaberger Straße (B 95), kreuzt die F.-O.-Schimmel- bzw. Thalheimer Straße, Reichenhainer Straße, Bernsdorfer Straße, Zschopauer Straße (B 174) sowie die Carl-von-Ossietzky-Straße und führt weiter über die Adelsbergstraße bis zur Augustusburger Straße, wo er vorläufig endet. Des Weiteren existieren Anbindungen an Straßen des Nebennetzes, so zum Beispiel die Winklhoferstraße, Straße Usti nad Labem, Paul-Bertz-Straße sowie das Sportforum. Einige dieser Anbindungen sind nur aus einer Fahrrichtung zu erreichen.

## Geschichte
Das älteste Teilstück des Südringes zwischen Neefestraße und Annaberger Straße wurde in den 1970er Jahren gebaut, um die Verkehrsanbindung des neu entstehenden Wohngebietes Fritz Heckert (heutige Stadtteile Kappel, Helbersdorf, Morgenleite, Hutholz und Markersdorf) zu verbessern und die Industriestandorte Altchemnitz und Schönau zu verbinden. Zwischen Annaberger Straße und Wendeschleife Wladimir-Sagorski-Straße wurde neben der Trasse des Südrings die Straßenbahnlinie 5 errichtet, die erst 1981 entlang der Wladimir-Sagorski-Straße verlängert wurde.
Seit Abschluss des Umbaus des Knotens Neefestraße/Südring im Jahr 2007 nach dreijähriger Bauzeit besteht eine kreuzungsfreie Führung der Neefestraße durch einen Tunnel sowie eine kreuzungsfreie Verbindung vom Süden über einen „Überflieger“ in Richtung Autobahn. Die Neugestaltung dieser Kreuzung kostete 25,45 Millionen Euro und war damit 10,5 Millionen Euro teurer als geplant. Die Baumaßnahme sollte nach ursprünglicher Planung bereits 2006 realisiert sein. Als Gründe für die enormen Mehrkosten und den verzögerten Bauverlauf wurden durch das Bürgermeisteramt der Stadt Chemnitz Planungsfehler der beauftragten Ingenieure genannt. Bereits 30 Mängelanzeigen wurden durch die Stadt abgegeben, darunter auch zu gravierenden Punkten wie einer zu geringen Standfestigkeit der Stützen des Überfliegers. Zuletzt wurden 2008 in einem Vergleich 2,5 Millionen Euro an beteiligte Baufirmen für 219 Nachforderungen gezahlt, die hauptsächlich aus Planungsfehlern resultierten.
Vorgesehen war eine Fortsetzung des Südrings in nordwestlicher Richtung von der Neefestraße zur Zwickauer Straße, Südverbund Teil III, und weiter bis zur Kalkstraße, Südverbund Teil V.
Teil III wurde mit dem Planfeststellungsbeschluss vom 17. März 2004 durch das damalige Regierungspräsidium Chemnitz genehmigt. Im Jahr 2013 war im Haushaltsentwurf der Stadt Chemnitz die Ausführungsplanung für 2017 berücksichtigt, so dass ein Bau frühestens ab 2018 möglich gewesen wäre.
Am 16. März 2022 beschloss der Chemnitzer Stadtrat, dass die Abschnitte III und V, Neefestraße–Kalkstraße, nicht gebaut werden. Da die Autobahn 72 parallel verläuft, besteht aus Sicht einer Mehrheit des Stadtrates keine verkehrliche Notwendigkeit. Fehlende finanzielle Mittel und die Priorisierung von Verkehrsbauvorhaben der Stadt sind weitere Entscheidungsgründe. Auf Grundlage dieses Stadtratsbeschlusses hob die Landesdirektion Chemnitz den vorliegenden Planfeststellungsbeschluss für den Teil III auf.

## Planung
Bereits linienbestimmt ist eine Fortsetzung der Trasse in nordöstlicher Richtung (Teil IV), zwischen Augustusburger Straße, Eubaer Straße, Dresdner Straße (B 173) und Frankenberger Straße (B 169). Dieser Abschnitt wurde als B 107n in den vordringlichen Bedarf des Bundesverkehrswegeplanes aufgenommen; der Baubeginn war für 2011 geplant. Im Jahr 2013 wurde bekannt, dass Planungsunterlagen aus dem Jahr 2008 zwischenzeitlich veraltet sind und daher neu erstellt werden müssen. Die Planung verzögerte sich dadurch nochmals. Daher wurde frühestens für 2021 mit einem Baubeginn für den Abschnitt zwischen der Augustusburger Straße und der B 169 bei Ebersdorf und für 2025 mit der Fertigstellung gerechnet.
Die Strecke soll an der Augustusburger Straße anschließen und bis zur Kreuzung mit der Eubaer Straße vierspurig verlaufen. Zwischen Eubaer Straße und Frankenberger Straße wird die Straße dreispurig und kreuzungsfrei geplant. Die Baukosten sollen voraussichtlich ca. 71 Millionen Euro betragen. Perspektivisch wird eine direkte Anbindung an die Anschlussstelle Chemnitz-Ost der Autobahn 4 angestrebt.